# Хрестолист високий
Хрестолист високий, круціата гладенька (Cruciata laevipes) — вид рослин з родини маренових (Rubiaceae), поширений у Європі й західній Азії.

## Опис

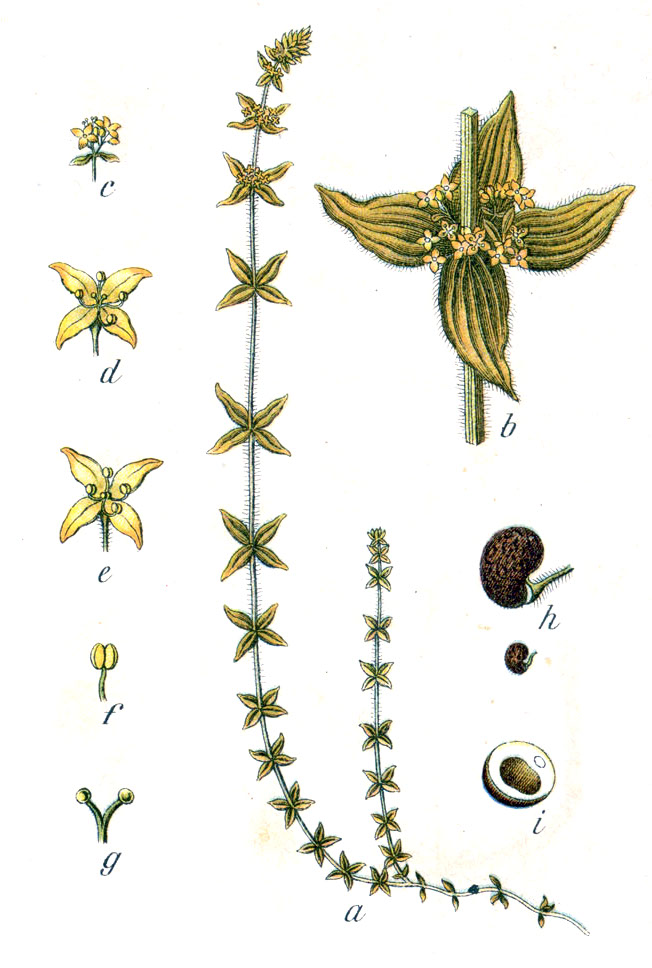
ілюстрація

Багаторічна рослина 15–60 см заввишки. Стебла запушені довгими волосками. Квітконоси з приквітковим листками. Плоди кулясті, голі, зморшкуваті.

## Поширення
Поширений у Європі та в західній Азії.
В Україні вид зростає в лісах, серед чагарників — на більшій частині території, крім Степу, досить зазвичай; на Південному узбережжі Криму і яйлі, рідко.